# Billy Thorpe
William Richard Thorpe (né le 29 mars 1946 à Manchester, Grande-Bretagne et mort le 28 février 2007 à Sydney, Australie, d'une attaque cardiaque), était un rockeur australien.
Il a émigré en Australie en 1955 à Melbourne. 